# 上凍州
上凍州是元代邕州太平寨（太平路）所屬的一個羈縻州，其轄地在今廣西省、越南邊境一帶地方，是元代招撫當地土著所設置的州縣，一般由其頭人任州官。或在清代鎮安府府治。

## 職官
- 上凍州同知濟南劉紀、上凍州土知州趙元恩[4][5][6]